# Inre Råberget
Inre Råberget är ett naturreservat i Bodens kommun i Norrbottens län.
Området är naturskyddat sedan 2010 och är 0,8 kvadratkilometer stort. Reservatet omfattar östsluttningen av Inre Råberget ner mot myrområden. Reservatet består av blandskog av barr- och lövträd med sumpskog i myrmarken. 